# Ремонстранти
Ремонстранти (або Братство Ремонстрантів) — протестантський рух, який відокремився від Голландської реформатської церкви на початку XVII століття. Ранні ремонстранти підтримували Якоба Армінія і його погляди, що називаються армінізмом, на противагу прихильникам кальвінізму. Засуджені Дордрехтським синодом (1618—1619), Ремонстранти залишились незначною меншістю в Нідерландах. У середині XIX століття Братство Ремонстрантів зазнало впливу ліберального голландський теологічного руху.

## Історія

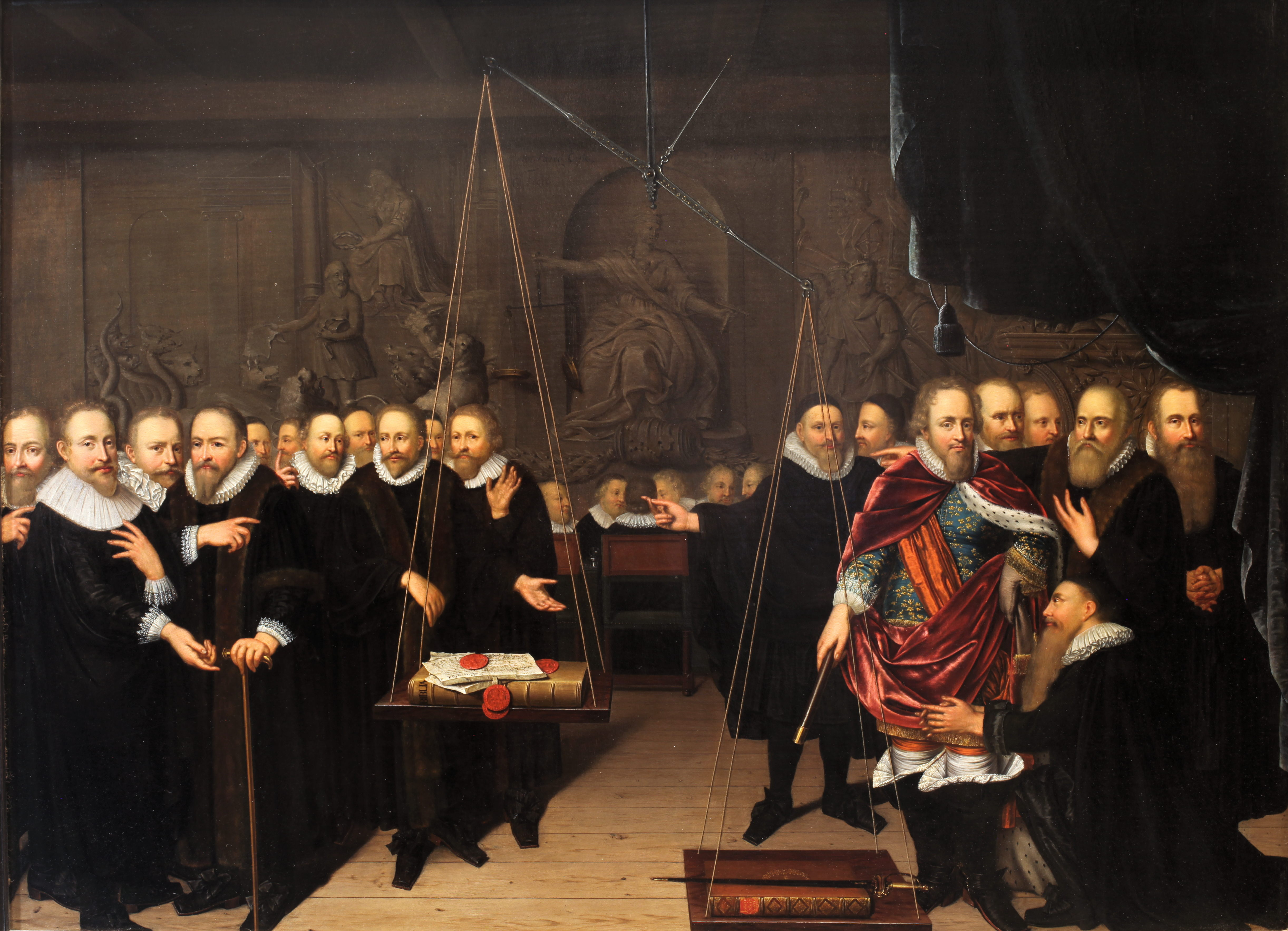
Алегорія теологічної суперечки між армініанцями та їх опонентами написана Авраамом ван дер Ейком у1721 році. Ремонстранти знаходяться ліворуч, а їх противники — праворуч. Терези показують, що кальвіністська справа важча за армініанську, частково і через те що на ній лежить меч. Меч символізує державну підтримку яку надала Голландській реформатській церкві Республіка.

### Заснування
Формулюючи армініанство, Якоб Арміній не погоджувався з Кальвіном, особливо щодо напередвизначення. Він захищав вільну думку на противагу доктринам традиційних церков.
У 1610 р. Послідовники Армінія представили Штатам Голландії та Фрисландії заперечення в п'яти статтях у яких формулювались пункти їх незгоди з кальвінізмом, прийнятим Нідерландською реформатською церквою.
Ремонстранти відмовились називатися «армініанами» (за римо-католицькою практикою називати єресі на честь її засновника) і прийняли власне позначення.
Їх противники, натхнені Франціском Гомарусом, стали називатись гомаристами або контр-ремонстрантами. Хоча Генеральні штати видали указ, в якому толерували обидві сторони і забороняли подальші суперечки, конфлікт продовжувався і змішався із політичними конфліктами в Нідерландській Республіці. На ремонстрантів нападали як їх теологічні опоненти, так і прихильники Моріса Оранського. Їх головного союзника Йогана ван Олденбарневелта було страчено, а інших лідерів ув'язнено.
У 1618–19 рр., після вигнання тринадцяти арминіанських пасторів на чолі із Саймоном Епіскопіусом, Дордрехтський синод оголосив про перемогу кальвіністів. Синод сформував дев'яносто три канонічні правила та підтвердив авторитет Бельгійської сповіді та Гейдельберзького катехизису. Рішення синоду було виконано шляхом усунення з посад міністрів ремонстрантів, а в деяких випадках з вигнанням з країни. У цьому контексті, через відсутність проповідників, у Вормонді виник рух на користь мирянської проповіді, прихильники якого заснували Товариство колегіантів. Громада вигнанців Ремонстрантів була заснована в Антверпені в 1619 році. У 1621 році їм було дозволено поселитися в Шлезвізі, де вони побудували місто Фрідріхштадт.

### Інституціоналізація

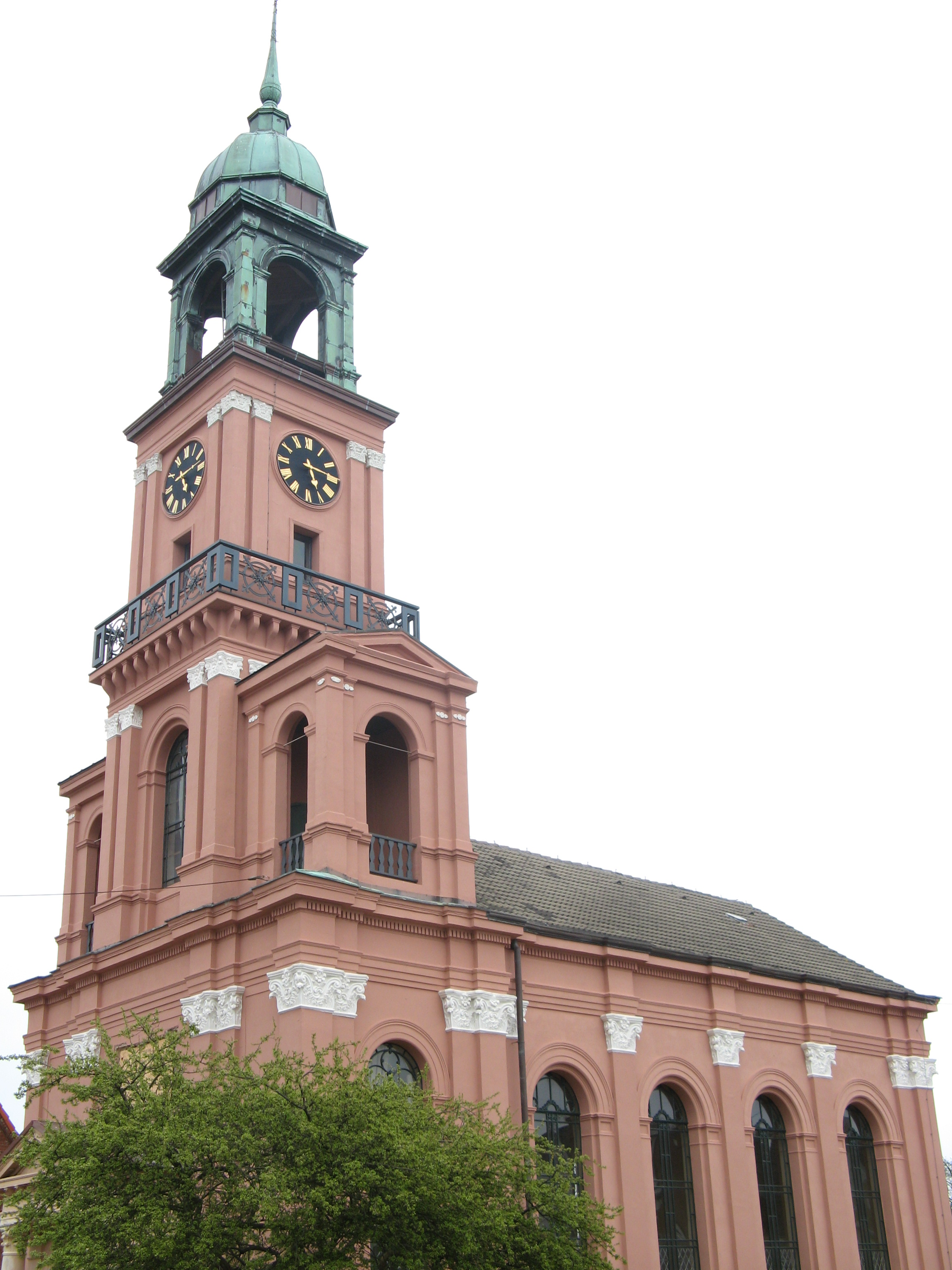
Церква ремонстрантів у Фрідріхштадті, Німеччина

Вчення ремонсрантів було викладено в 1621 р. у Сповіді написаній Епіскопіусом, їх головним богословом. Вона затверджує ідеї висловленні ще у 1618 р. Ця Сповідь служить базою для церкви Ремонстрантів з моменту її повернення до Нідерландів у 1626 р.
Ян Уйтенбогарт створив ремонстрантам катехизис і врегулював їх церковний порядок. Їхній семінарії в Амстердамі мав багатьох видатних учнів, зокрема Курцелей, Лімборх, Ветштайн та Ле Клер. Їхня теологічна школа, яка ставала все більш ліберальною і навіть раціоналістичною, наполегливо дебатувала із офіційною голландською реформатською державною церквою та іншими християнськими конфесіями.
Після смерті Моріца Оранського в 1625 році деякі вигнанці повернулися. Уряд переконався, що вони не представляють ніякої небезпеки для держави, і в 1630 р. Їм було офіційно дозволено знову проживати у всіх частинах Республіки. Однак їм офіційно не дозволялося будувати церкви аж до часів створення Батавської республіки в 1795 році. До цього часу вони відправляли свої богослужіння у так званих Схейлкерках (домашніх церквах).

### Лібералізм
У середині XIX століття Братство Ремонстрантів зазнало впливу лібералізму   чинним діячем якого у Голландії був Петрус Хофстеде де Грот (1802—1886).  Його теологія мала багато прихильників у Європі, що характерно для романтичної фази християнського гуманізму; у Нідерландах цей напрямок думок із 1830 року представляють «теологи Гронінгена».
Де Грот підсумовує мету цього руху, лідером якого він є, написавши, що «найважливішим у християнстві є одкровення і освіта, дана Богом в Ісусі Христі, щоб зробити нас все більше і більше схожими на Бога». «Гронінгенці» відкидають догмат про Трійцю, призначення і Божу справедливість. Вони визнають подвійну божественну і людську природу і здатність людини виконувати Божу волю з Його допомогою.

### Теологічна спадщина ранніх ремонстрантів
Більшість ранніх ремонстрантів дотримувалися класичного армінізму. Однак вони не єдині протестанти, яких можна вважати армініанами або яких називають армініанами. Армініанізм — це меншість в рамках реформатської конфесії, але він насправді належить до більшої, міжконфесійної течії синергізму, тобто історичного християнства більшості. Як армініанізм, він проник в Англійську Церкву. Як ширший синергізм, він з'являється в методизмі, загальних баптистах, адвентистській церкві, русі Святості, п'ятидесятництві, харизматичному русі та ряді інших протестантських конфесій.

## Сучасне братство ремонстрантів

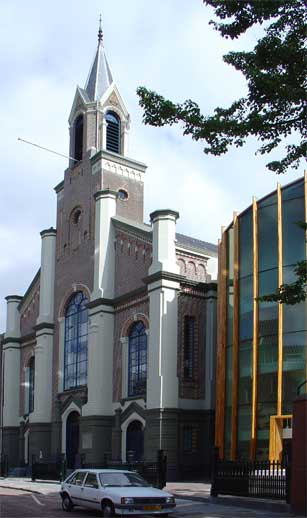
Церква Ремонстрантів у Гронінгені, Нідерланди

### Церква
Братство Ремонстрантів продовжує існувати як церква в Нідерландах. Ремонстранти вперше отримали офіційне визнання в 1795 році. Їх головна конгрегація була у Роттердамі.
У 2016 році Братство Ремонстрантів налічувало близько 5000 членів та «друзів» у понад 40 конгрегаціях в Нідерландах та одній конгрегації у Фрідріхштадті, що на півночі Німеччини (2008).
Голландське братство ремонстрантів підтримує спілкування з Європейською ліберально-протестантською мережею. Крім того, він є повноправним, статутним членом Всесвітнього альянсу реформатських церков. Ремонстранти часто є унітаріанцями.
Відповідно до прогресивних поглядів на релігію, ремонстранти благословляли одностатеві партнерства нарівні з різними статевими весіллями з 1986 року (церковні весілля не мають юридичного статусу в Нідерландах, де законно визнані цивільні одностатеві шлюби стали можливими у 2001 р.). Ремонстранти стали першою християнською церквою у світі, яка благословляла одностатеві стосунки, подібні до інших відносин. 

Заперечувачі роблять великий наголос на особистій вірі і не поділяють поглядів із питань віри та соціальних питань. Вони вважають, що послання Євангелія не можна відокремити від справжнього вибору в боротьбі за спільне життя, на шляху до світу що житиме в мирі і справедливості. Всіх їх пов'язує Заява про Принцип:
Ремонстранська Церква — це спільнота віри, яка, укорінена в Євангелії Ісуса Христа, і вірна його принципу свободи та толерантності, прагне поклонятися Богові та служити йому.

### Проголошення віри
На додаток до Заяви про Принцип, більшість сучасних ремонстрантів пишуть власну декларацію чи заяву про свою віру, коли стають членами громади. Братство тричі в своїй історії: в 1621, 1940 і 2006 публікувало конфесійні заяви в яких проголошувало свої погляди і свою віру. Тим не менш, ремонстранти вважають, що жодне проголошення не має абсолютної влади.